# Pseudotremia aeacus
Pseudotremia aeacus är en mångfotingart som beskrevs av Shear 1972. Pseudotremia aeacus ingår i släktet Pseudotremia och familjen Cleidogonidae. Inga underarter finns listade i Catalogue of Life.